# 이하늘
이하늘(본명: 이근배, 1971년 5월 3일~)은 대한민국의 힙합 랩 음악 그룹 《DJ DOC》의 리더 겸 래퍼 등으로 활약하는 음악가이자 방송인이다.

## 학력
- 대전유성농고(지금의 유성생명과학고등학교) (중퇴)

## 생애

### DJ DOC 활동 전반기
1990년부터 언더그라운드 다운타운 클럽의 래퍼이자 클럽 디스크 자키로 활약했던 이하늘(본명 이근배)은, 철이와 미애 이후 현역 가수 생활을 마치고 음반 제작자로 도전하기 위해 준비를 해 나가던 신철이 1993년 이하늘이 일하던 어느 나이트클럽을 방문했다가 그가 아주 열정적으로 랩을 잘 하던 모습을 보고 강렬한 인상을 받았다. 이하늘은 신철과 개인적인 만남을 가진 뒤로부터 오버그라운드 대중 음악 그룹을 결성하는 데에 참여해 보지 않겠냐는 권유를 받았으며, 박정환과 김창열이 합류하면서 본격적으로 DJ DOC가 탄생되기에 이르렀다. 이하늘 뿐 아니라 다른 멤버들도 역시 클럽 DJ였기에 그룹 이름을 짓는 데 DJ란 단어를 넣었다. 그는 이하늘이란 이름을 예명으로 지었으며, 그룹의 리더와 메인래퍼 역할을 맡았다.
1994년 1집 정규 앨범 《슈퍼맨의 비애》를 발표하면서 오버그라운드 무대에 데뷔한 DJ DOC는 활동 초기 댄스 팝 음악을 주로 하면서 부분적으로 힙합 음악을 가미하는 식으로 그룹의 음악 색깔을 추구해 나갔다. `슈퍼맨의 비애`, `머피의 법칙`, `겨울 이야기`, `여름 이야기` 등의 대중적인 댄스 팝 노래들이 크게 히트하였으며, 1994년 10월 21일에 일어났던 서울 성수대교 붕괴 참사를 신랄하게 풍자한 노래 `성수대교`는 팝보다는 정통 힙합에 더 가까운 곡으로서 많은 호응과 논란을 동시에 낳기도 했다.

### 힙합 음악가로 성장
이하늘은 DJ DOC 음반 작업에 있어 점차 자신의 참여 비중을 높여 가면서 작사, 작곡, 음반 제작 등에 대해 열심히 공부하였다. 1990년대 말부터는 수동적인 음반 활동에서 벗어나 그가 직접 자작한 곡을 가지고 음반 프로듀싱까지 도맡아서 음반을 완성시켰다. 2000년에 발표한 DJ DOC의 다섯 번째 정규 앨범 《The Life... Doc Blues 5%》는 이하늘이 가장 공을 들여 준비한 음반 작업의 결과물이었던 만큼 그의 숙성된 음악가로서의 재능이 가장 잘 발휘된 작품으로 손꼽힌다. 이 앨범은 2007년 경향신문과 가슴 네트워크가 선정한 "한국대중음악 100대 명반"에 선정되기도 하였다.
그는 'DOC와 춤을...'과 같은 지극히 대중적인 곡을 발표하는가 하면 '삐걱삐걱', '포조리' 등 직설적인 화법에 비트가 강한 정통 랩도 선보였다. 욕설이 포함된, 과감하고 거친 곡들을 점차 많이 발표하면 할수록 한편으론 대한민국 국가청소년위원회(현 여성가족부)로부터 청소년 유해 매체물 판정을 자주 받았다.
그가 음반 제작에 자생력을 갖춘 뒤에는 신철로부터 독립하여 2003년 자신의 힙합 레이블 부다 사운드를 설립하였다. 이하늘은 부다 사운드 대표로서 회사를 운영해 오면서 힙합 그룹 45RPM 등의 후배 음악인을 양성하는 데에 힘쓰기도 했다.
2004년 11월, DJ DOC의 6번째 정규 앨범 《Sex and Love, Happiness》를 발표하였으나 이전 음반들에 비해 그다지 뜨거운 반응을 얻지 못하였고, 음반 수록곡에 대한 방송 및 공연 활동도 그리 길게 가져가지 못하였다. 
공식 음반 활동이 끝난 뒤에는 대학 축제와 같은 특별 행사를 통해서 DJ DOC 활동을 이어갔다.

### DJ DOC 활동 후반기
정규 앨범 6집 《Sex and Love, Happiness》이후 장기간 음악 활동을 쉬었던 그는 TV 예능 방송 활동에 열중하다가 점차 중간중간 시간을 내어 곡을 쓰기 시작했고, 2010년 음반 작업을 완료하여 그해 7월, 7번째 정규 앨범 《풍류》를 발표하였다. 그는 오랜만에 DJ DOC 그룹 활동을 재기하였고, 이 앨범의 타이틀 곡 '나 이런 사람이야'는 좋은 반응을 얻었다.

### 예능 방송 활동
그는 케이블 TV에선 MBC Drama 《DOC, 가족의 탄생》, M.net 《음악 퀴즈 쇼 난 알아Yo》, 지상파 방송에선 MBC 《명랑 히어로》, MBC 《유재석 김원희의 놀러와》, KBS 《천하무적 야구단》 등등, 많은 텔레비전 예능 프로그램에서 활약하며 음악 활동을 쉬는 동안 계속 인지도를 높여 갔다. 한편으론 그의 주수입원이 음악 활동에서 TV 방송 활동으로 옮겨 가기도 했다.
평소에서 거침없는 발언들로 사람들에게 무섭고 좋지 않은 사람으로 인식되고 있던 이하늘은 예능활동을 통해 시청자들에게 친근한 모습으로 다가왔기에 많은 호응을 받았다.
2011년에는 영화 《체포왕》에 특별출연을 하기도 하였고, 2013년에 《슈퍼스타 K5》에서 심사위원을 맡았다.

## 사건 및 사고
이하늘과 김창열은 과거부터 물의를 자주 빚기로 유명했다. 각각 폭력전과 4범의 범죄자로 둘의 전과이력을 합치면, 두 사람의 징역기간 총합이 10년을 웃돌고, 두 사람이 합의금으로 소모한 금액이 5억원을 웃돈다.
- 1999년 7월 17일 이하늘과 소속 음악 그룹 구성원인 김창렬은 매니저 박씨와 다른 한 명에게 폭력을 행사한 혐의로 불구속 입건되었다.[4]

- 2003년 11월 20일 이하늘은 같은 DJ DOC 멤버 정재용과 리쌍의 멤버 길 등 3명과 함께 패싸움을 벌인 혐의로 폭력행위 등 처벌에 관한 법률 위반이 적용되어 입건되었다.[5]

- 2005년 12월 19일 이하늘은 자신의 동업자에게 지분 문제로 다투다 폭력을 행사하였고, 폭력행위 등 처벌에 관한 법률 위반 혐의로 경찰에 입건되었다.[6]

- 2011년 11월 3일 이하늘과 김창렬은 KBS 2TV '해피투게더3'에 출연하여 1집 이후 멤버가 바뀐 이유를 묻는 MC의 질문에 "박정환 씨가 춤을 춰도 한 박자씩 늦는 박치였다"라고 발언했는데, 이에 박정환은 11월 15일, 두 사람을 명예 훼손 혐의로 고소했다. 이로 인해 이하늘은 17일 긴급 기자회견을 열고 공식사과하고 연예계 잠정은퇴를 선언하였다.[7] 그러나 박정환은 이하늘의 잠정은퇴 선언에도 불구하고 고소를 취하 할 생각이 없다고 밝혔다.[8] 결국 이하늘은 12월 2일 서울영등포경찰서로 출두하여 경찰 조사를 받았으며,[9] 12월 6일에는 박정환이 이하늘을 상대로 명예훼손 및 허위사실 유포 혐의로 추가로 고소를 하였다.[10] 이후 이하늘은 12월 22일, 다시 서울영등포경찰서로 출두하여 경찰 조사를 받았다.[11] 이하늘은 경찰조사에서 명예훼손 혐의를 인정한 것으로 알려졌으며, 경찰은 이에 대해 검찰에 송치 할 것이라고 밝혔다.[12] 그리고 2달 후인 2012년 2월 22일, 이하늘은 무혐의 처분을 받았다.[13]

## 인간 관계

### 불화
- 클론 멤버인 강원래와 구준엽, 전 듀스 멤버 이현도, 방송인 이탁, 홍록기와는 여자 문제로 사이가 매우 안 좋다.
- 걸 그룹 베이비복스가 해체한 원인을 제공한 장본인이기 때문에 역시 베이비복스 멤버들과도 사이가 매우 안 좋다.
- 혼성 그룹 코요태와도 이하늘이 후배들을 불러모아 코요태의 공연에서 야유를 퍼붓도록 시킨 일로 인해 역시 사이가 매우 안 좋다.

## 수상 및 후보
| 연도 | 시상식           | 부문                        | 작품   | 결과 |
| ---- | ---------------- | --------------------------- | ------ | ---- |
| 2008 | MBC 방송연예대상 | 버라이어티 부문 남자 신인상 | 놀러와 | 후보 |